# Portman Road
Portman Road – stadion piłkarski, położony w mieście Ipswich, Wielka Brytania. Oddany został do użytku w 1884 roku. Od tego czasu swoje mecze na tym obiekcie rozgrywa zespół Ipswich Town F.C. Jego pojemność wynosi 30 311 miejsc. Rekordową frekwencję, wynoszącą 38 010 osób, odnotowano w 1975 roku podczas meczu pomiędzy Ipswich Town F.C. a Leeds United.